# Спортски центар Вухан
Спортски центар Вухан (кин.: 武汉体育中心体育馆, енг.: Wuhan Gymnasium) је затворена спортска арена у Вухану у Кини. Арена може да прими 13.000 гледалаца.  У Спортском центру одржавају се разни спортски догађаји као што су одбојка и кошарка. У центру су се одржавало Азијско првенство 2011. Такође је био место одржавања Азијског купа 2014. Налази се у близини стадиона Спортског центра Вухан. То је била локација за плеј-ин и групну фазу Лиге легенди 2017. године. У Спортском центру Вухан ће се играти кошаркашко Светско првенство 2019. Вухан ће бити домаћин групе Б, као и домаћин у још неким мечевима.